# Antiochos VIII Grypos
Antiochos VIII Epiphanes / Callinicus / Philometor, biệt danh là Grypos (mũi cong) là vua của đế chế Seleucid thời kì Hy Lạp hóa,ông là con trai của Demetrius II Nicator. Hoặc là ông hoặc người anh em cùng mẹ của mình Antiochos IX Cyzicenos có lẽ là giống hệt với vị vua nhỏ Antiochus Epiphanes mất sớm, người được thái hậu Cleopatra Thea tôn làm vua sau cái chết của Antiochos VII nhưng trước khi Demetrios II trở lại Antioch. Vị vua trẻ Antiochos Epiphanes vốn được biết đến nhờ những đồng tiền, có lẽ đã bị lật đổ nhưng không bị giết cho tới khi Demetrios giành lại ngôi báu vào năm 129 TCN.
Antiochos Grypos đã được lập lên làm vua khi ông đang ở tuổi thiếu niên vào năm 125 TCn sau khi người mẹ ông, Cleopatra Thea giết anh trai cả của ông Seleukos V Philometor, vốn đang cai trị cùng bà ta. Sau khi Antiochos đánh bại kẻ cướp ngôi Alexandros II Zabinas trong năm 123 TCN. Grypos trở nên khó kiểm soát được vì ông ngày càng trưởng thành và trong năm 121 TCN, Cleopatra Thea đã quyết định loại bỏ ông. Khi ông trở về từ một cuộc săn suốt một ngày, bà đã mang cho ông một cốc rượu vang. Do đây là hành động khác thường của bà, Grypos nghi ngờ và buộc bà phải uống rượu, và khiến bà ta mất mạng.

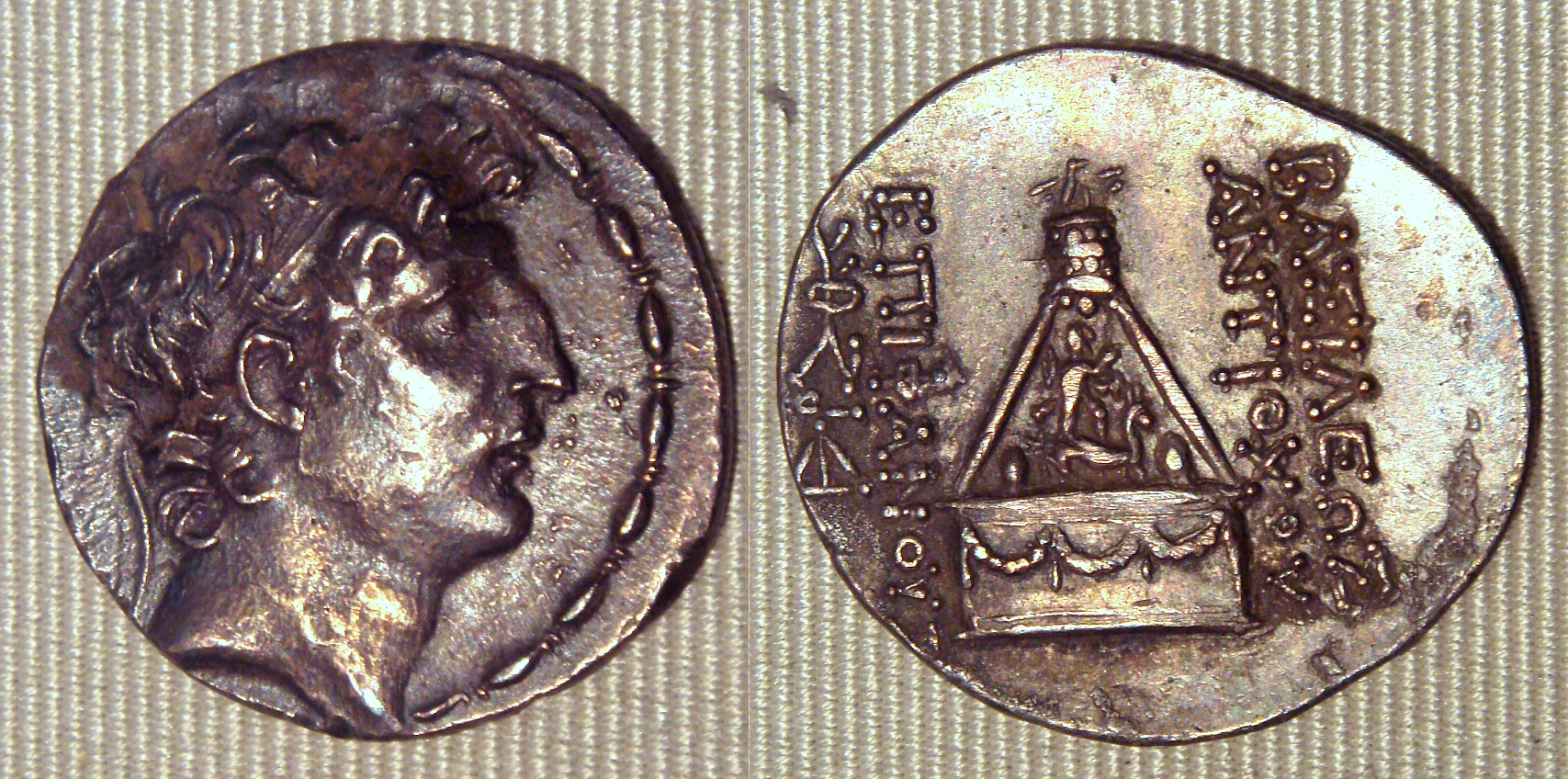
Đồng bạc của Antiochus VIII Grypus. Reverse: god Sandan standing on the horned lion, in his pyre surmounted by an eagle.

Mặc dù nền chính trị yếu kém, Grypos là một vị vua nổi tiếng. Sự xấu xí lười biếng của ông xuất hiện trên đồng xu (điều thông thường giữa các vị vua Seleucids thời cuối), cùng với những câu chuyện của bữa tiệc xa hoa của mình, làm hậu thế tin rằng triều đại của ông là thoái hóa và suy đồi.
Ông kết hôn với công chúa Ai Cập là Tryphaena (xem Cleopatra VI của Ai Cập), nhưng trong năm 116 TCN người anh em cùng mẹ và cũng là chú ruột Antiochus IX Cyzicenus (xem Antiochus VII Sidetes) trở lại sau khi bị đi đầy và bắt đầu một cuộc nội chiến. Vợ của Cyzicenus, cũng tên là Cleopatra, và là chị em cùng cha khác mẹ với Tryphaena và bị giết trong trang phục bi thảm ở đền thờ Daphne bên ngoài Antioch theo lệnh của Tryphaena. Cyzicenus cuối cùng giết Tryphaena với cách trả thù như thế. Hai anh em sau đó phân chia Syria giữa họ cho đến khi Grypos bị sát hại bởi tể tướng của mình,Heracleon, vào năm 96 TCN.
Năm người con trai của Grypos, Seleukos VI Epiphanes,Antiochus XI Ephiphanes Philadelphus, Philippos I Philadelphos, Demetrios III Eukairos và Antiochos XII Dionysos sau đó tranh giành ngôi vua đẫm máu, góp phần vào sự hỗn loạn của cuộc nội chiến mà đã dẫn đến sự kết thúc của đế chế Seleukos. Con gái của Grypos, Laodice VII Thea đã kết hôn với vua Mithridates I Callinicus của Commagene như là một phần của sự dàn xếp bởi cha của Mithridates, Sames II Theosebes Dikaios, để đảm bảo hòa bình giữa Vương quốc Commagene và đế chế Seleukos. Con trai của Mithridates, Antiochus I Theos của Commagene là một người cháu trai của Grypos.